# Rixt (voornaam)
Rixt is een meisjesnaam, die oorspronkelijk vooral in Friesland en Groningen werd gebruikt. De naam zou kunnen zijn afgeleid van Germaanse namen die begonnen met rik-, dat "machtig, aanzienlijk" betekent. Daarnaast is het mogelijk dat de naam verwant is aan het Friese Ricswind, waarvan het tweede deel -swind verwant is aan het Gotische swinths en het Oud-Friese swîthe, "sterk, krachtig". Een derde theorie is dat de naam Rixt een verkorte vorm is van andere Friese namen die met Rik- beginnen, waarbij het achtervoegsel -st dan een 'vleisuffix' zou zijn. Varianten van de naam Rixt zijn onder andere Rikst, Riksta, Rikste en Rikstje.